# Galluis
Galluis ist eine französische Gemeinde mit 1.281 Einwohnern (Stand: 1. Januar 2022) im Département Yvelines in der Region Île-de-France. Sie gehört zum Arrondissement Rambouillet und zum Kanton Aubergenville (bis 2015: Kanton Montfort-l’Amaury).

## Geographie
Galluis liegt 17 Kilometer nördlich von Rambouillet. Die Gemeinde gehört zum Regionalen Naturpark Haute Vallée de Chevreuse.
Die Nachbargemeinden von Galluis sind Boissy-sans-Avoir im Norden, Méré im Osten, Grosrouvre im Süden und Südwesten sowie La Queue-les-Yvelines im Westen.
Die Route nationale 12 führt durch die Gemeinde.

## Geschichte
1883 wurde die Nachbargemeinde La Queue-les-Yvelines aus der Gemeinde herausgelöst. Zuvor hieß die Gemeinde Galluis-la-Queue.

## Bevölkerungsentwicklung
| Jahr      | 1793 | 1821 | 1841 | 1861 | 1881 | 1901 | 1921 | 1946 | 1962 | 1968 | 1975 | 1982 | 1990 | 1999 | 2006 | 2013 |
| Einwohner | 858  | 965  | 1009 | 1050 | 1024 | 403  | 373  | 466  | 540  | 662  | 735  | 803  | 914  | 1034 | 1114 | 1136 |

Ab 1962 nur Einwohner mit Erstwohnsitz

## Sehenswürdigkeiten

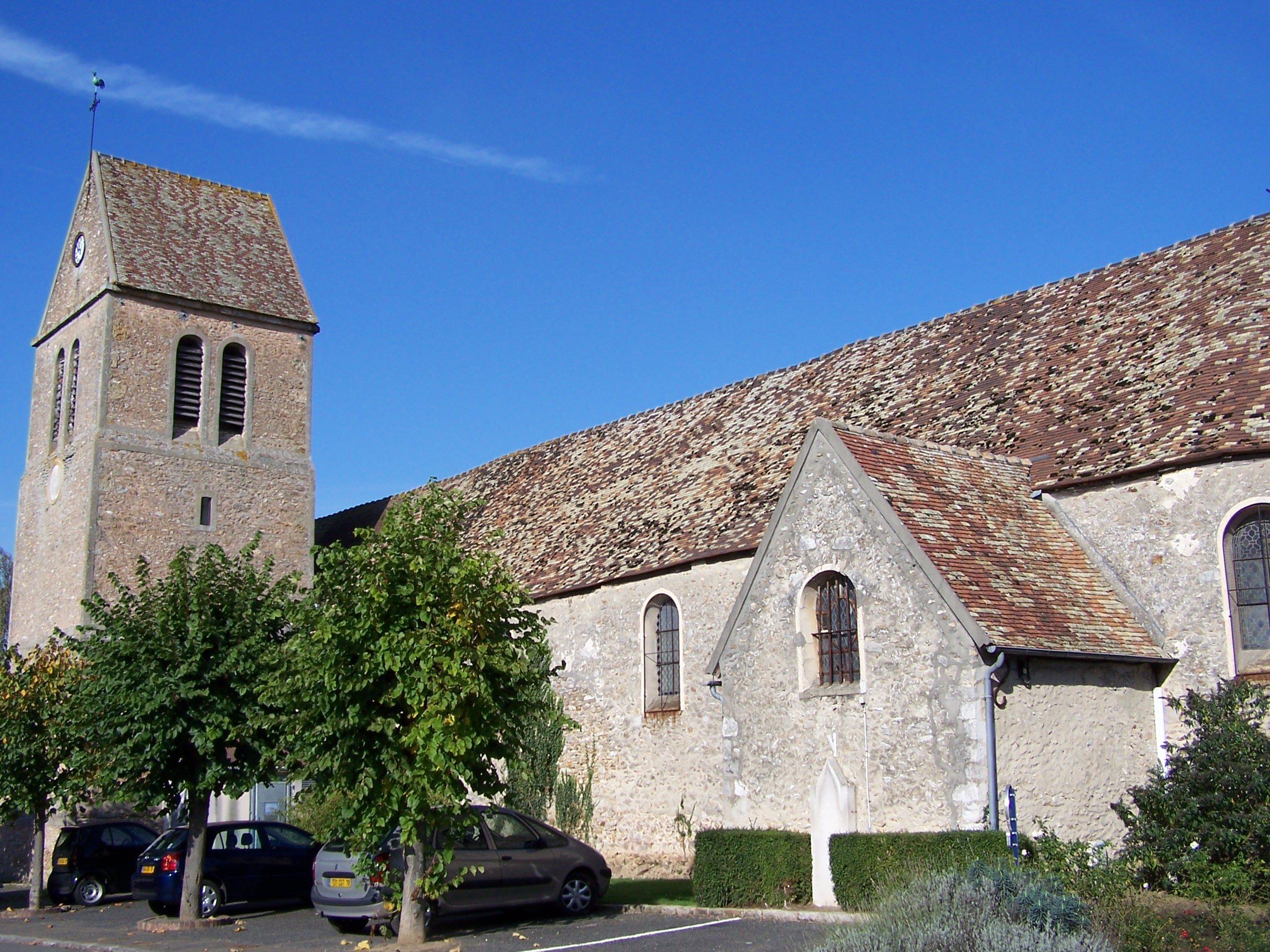
Kirche Saint-Martin

- Kirche Saint-Martin aus dem 13. Jahrhundert
- Schloss Lieutel aus dem 14. Jahrhundert, Umbauten aus dem 19. Jahrhundert

## Persönlichkeiten
- Antoine Germain Labarraque (1777–1850), Chemiker und Apotheker